# Amphicerus malayanus
Amphicerus malayanus är en skalbaggsart som först beskrevs av Pierre Lesne 1898.  Amphicerus malayanus ingår i släktet Amphicerus och familjen kapuschongbaggar. Inga underarter finns listade i Catalogue of Life.